# Hiperbár oxigénterápia
A hiperbár oxigénterápia (angolul hyperbaric oxygen therapy (HBOT) során a páciensek tiszta (100%) oxigént lélegeznek be megnövelt nyomás alatt, túlnyomásos kamrában.

## Története
Az orvostudomány először az 1950-es években, az Amszterdami Egyetemen kezdte hiperbár kamrában végezni a szívoperációkat. Ez volt a modern hiperbár oxigén-terápia kezdete. Akkortájt még nem volt szív-tüdő gép, és ez a nyílt szíven elvégzett operációk időtartamát nagyon behatárolta. Az operáció előtt a beteg HBOT-kezelést kapott, ezzel feldúsították testszöveteinek oxigéntartalmát. Így hosszabb ideig tartó szívleállást is kibírt maradandó károsodások nélkül; ezáltal a bonyolultabb műtétek elvégzése-túlélése is lehetővé vált.
A HBOT-terápiát egyre több országban, egyre többféle operáció előtt-után, illetve egyre több sérülés, betegség gyógyítására kezdték el használni. Ez az egyes országokban működő HBOT-kamrák számának növekedésével járt. Manapság például Németországban több mint 40 nyomáskamra működik.
Ilyen kamra található Magyarországon is, mely a német Haux gyárban készült, amely az európai piac vezető kamragyártója. A magyarországi kamrában a kezelések során elérhető maximális nyomás plusz 5 bar. A kamra össztömege 18,5 tonna. A kamrában egyszerre 12 személy fér el ülő helyzetben az egészségügyi személyzeten kívül. A kezeléseket minden esetben min. 3 fős személyzet felügyeli (szakorvos, ápoló, technikus).
A kezelések folyamán a pácienseket kamerával is figyelik, hogy egy esetleges rosszullétet rögtön az elején már kezelni tudjanak. A kezelések során a bent lévők komfortját az emelt szintű kényelmet biztosító ülések, szükség esetén felhelyezhető lábtartók, ill. azon betegeinknek, akiknek szükséges, az erre a célra kialakított ágy biztosítja.
A biztonságot kiemelten szem előtt tartva több dolog is védi a páciensek testi épségét. A számítógép-vezérelt kezelés egy esetleges áramszünet esetén is folytatódhat, illetve befejeződhet a hidraulikus kezelőpultról is teljes biztonsággal. A kamrában az erre a célra kialakított speciális esőztető és ködösítő berendezés hivatott a bent lévők biztonságát szavatolni, ha tűz ütne ki.

## HBOT kezelések
A kezelések menetét mindig egy sor biztonsági intézkedés szabályozza. Annak műszaki biztonságáért a kamratechnikus felel. Minden kezelés előtt és után végigellenőrzi a berendezések megfelelő állapotát. A kezelések alatt esetlegesen fellépő problémák megoldására előre kidolgozott protokollok vannak. A betegségeknek megfelelő kezelés meghatározása a hiperbár orvos feladata. Minden betegségnek megfelelő egyéni merülési görbéje van. Természetesen minden beteg esetén az orvos ettől saját döntése alapján eltérhet a jobb eredmény érdekében. A kamrába való bemenetelnek is biztonsági szabályai vannak. Nem lehet bevinni semmi tűzgyújtásra alkalmas berendezést, és lehetőség szerint a műszálas ruhadarabokat is mellőzni kell. Mivel akár több óra hosszan is össze vannak zárva idegen emberek egy viszonylag nem túl nagy helyre, így fokozottabban figyelni kell arra, hogy mindenki intim szféráját próbálják tiszteletben tartani. A kezelés alatt általában a fokozott folyadékbevitel nagyban segíti a kezelés eredményességét.

## Javallatok

### A HBOT terápiáról röviden
A hiperbár oxigénterápia során a páciensek tiszta (100%) oxigént lélegeznek be megnövelt nyomás alatt, túlnyomásos kamrában. A kamrában lévő levegőt kompresszorral nyomják össze az orvos utasításának megfelelően. Ez a túlnyomás a bent lévő embereknek közérzeti problémát nem jelent.
A kezelés alatt a betegek repülőgépüléshez hasonló karosszékben ülnek, vagy – szükség esetén – hordágyon fekszenek. A kezelési idő diagnózis- és állapotfüggő, általában 1–3 óra 2,4–3 bar nyomáson. A kezelés alatt lehet fülhallgatón át rádiót, zenét hallgatni, vagy olvasni, videót nézni.
A betegek maszkon át oxigént lélegeznek be.
A terápia lefolyását többoldalúan dokumentálják (EKG, RR, pulzusszám, transzkután PO2; illetve a technikai paraméterek: ATT, ATP, dekó- és rekompressziós idő). A kezelés alatt felvett videót csak akkor archiválják, ha valami rendellenesség fordult elő a terápia folyamán.
A kezelés végén – állapotkontroll után – egyeztetik az esetleges következő kezelés, vagy a kezelőorvosi kontroll időpontját.

### A HBOT-terápia hatáselmélete
A terápia alatt a páciens a nyomáskamrában tiszta oxigént lélegzik be. A gázok folyadékban való oldhatósága nyomásfüggő (magasabb nyomáson nagyobb mennyiségű gáz oldódik be a folyadékba = Henry-féle gáztörvény). A HBO-terápia során a megnövekedett környezeti nyomás következtében több oxigén kerül be a vérplazmába. Az oldódott oxigén mennyisége – nyomásfüggően – a normális körülmények közt szállítotténak akár a 20-szorosára is nőhet.
A magas O2-koncentrációjú vér a véredényeken keresztül a tüdő léghólyagocskái környezetéből a test minden részére transzportálódik. Minél több oxigén van a vérben, annál mélyebben tud a szervekbe, szövetekbe diffundálni – akár négyszer nagyobb távolságra is, mint azt normál körülmények közt tenné.

### Mikor előnyös?
Keringési elégtelenségre visszavezethető kórképeknél.
Akut események (baleset, infarktus stb.), ill. krónikus betegségek (például érelzáródások, diabetikus érelváltozások, érelmeszesedés) miatt a normális vérátáramlás lecsökken – és a szövetek direkt O2-hiányát kell pótolni.
A HBO-terápiának vannak további előnyei: például vizenyő-(ödéma-)csökkentő hatás. Majdnem minden akut sérülésnél (például zúzódások), de számos krónikus betegségben is (például szív-, vesebetegek) felléphet szöveti vizenyő. Ez nyomást gyakorol a környező szövetekre (és a környező véredényekre), további keringésromlást okozva. HBO-terápiával általában meg lehet szüntetni a funkció-kiesés, azaz a vizenyő-kialakulás fő okát, a szöveti O2-hiányt.
Krónikus megbetegedéseknél és rosszul gyógyuló sebeknél hosszú távú javulást csak az érintett terület kis véredényeinek újraképződése hozhat. Ehhez igen sok energia és O2 szükséges. Oxigént – amely az energiatermelés alapvető tényezője – extra mennyiségben vihetünk be a szervezetbe HBO-kezeléssel. Ezzel felgyorsítható a testszövetek gyógyulási folyamata (például égésnél, műtéti sebeknél).
Minden nyitott sebbe bejuthat több-kevesebb kórokozó. Ahhoz, hogy a seb begyógyulhasson, ezeket el kell pusztítani. Normál esetben ezt a fehérvérsejtek végzik. Energia- és oxigénhiány esetén azonban a fehérvérsejtek nem képesek megfelelően ellátni ezt a feladatot: a kórokozók sebfertőzést okozhatnak. A HBO-kezeléssel létrehozott magasabb oxigéntartalom „felturbózza” a fehér-vérsejteket (a szervezetbe került kórokozókat gyorsabban elpusztítják), az anaerob kórokozókra direkt toxikus hatással van, továbbá járulékosan erősíti néhány antibiotikum hatását. A testben jelenlévő oxigén-túlkínálat sok további mechanizmust is felgyorsít (immunrendszer, a különböző anyagcsere- és egyéb folyamatok).

## Ellenjavallatai
A HBOT-terápia sokrétű, hatásos kezelési lehetőség – de nem panacea, azaz nem mindent-gyógyító csodaszer. Bizonyos betegségek, vagy sérülések HBOT-kezelése nagyobb egészségi kockázattal járna, mint a tőle várható javulás haszna.
Abszolút ellenjavallat például az akut légmell (pneumothorax= ptx), friss tüdőműtét, vagy olyan krónikus tüdőmegbetegedésekben való alkalmazása, ahol a légzést (a működésképtelenné vált CO2-receptorok helyett) a szöveti oxigénszint megváltozása szabályozza. Lehetséges, hogy technikai okok miatt (például: nem nyomásálló szívritmus-szabályozó, vagy üreges szemprotézis) kell eltekinteni e kezeléstől. A lélek oldaláról: egyes pszichiátriai kórképek esetén, vagy ha a beteg fél a bezártságtól – és nem életmentő kezelésről van szó –, más terápiafajtát kell választani.
Relatív ellenjavallat esetén előfordul, hogy fenti betegség(ek) ugyan ellenjavallják a HBO-t, de a beteg egészségi állapota egy bizonyos szempontból akutabb veszélyben van – például egy terhes nő súlyos szén-monoxid-mérgezést szenved el, vagy veszélyes anaerob ('oxigénhiányban viruló') baktérium-fertőzést (pl. „húsfaló baktérium”) kapott. Ilyenkor az ellenjavallat viszonylagossá válik, azaz (megfelelő óvintézkedések mellett) mérlegelhető a HBOT bevetése. A relatív ellenjavallatok nagy részét a kezelési profil megfelelő kialakításával kompenzálni lehet.
A HBOT-ra is érvényes, hogy egyedi állapotfelmérés, tájékoztatás és a kezelőorvossal folytatott konzultáció után döntenek a terápiáról, illetve annak profiljáról (a kezelések terápiás mélysége, időtartama, gyakorisága). Sok múlik a terápiás kamra felszereltségén és a személyzet kiképzettségén-gyakorlatán is.